# Bittersweet July
Bittersweet July è il secondo extended play della cantante statunitense Dev, pubblicato il 23 settembre 2014 dall'etichetta personale Rica Lyfe Records. È il suo primo progetto dopo la pubblicazione dell'album The Night the Sun Came Up (2011). Il disco contiene 5 brani e la produzione di esso è stata affidata principalmente a NanosauR.
Il primo singolo estratto è stato Honey Dip.

## Composizione
Bittersweet July è principalmente un electro-pop EP con influenze di diversi generi musicali come hip hop e dance.
La prima traccia, Honey Dip, è una canzone synth-pop con versi rap prima del ritornello. Il testo è stato scritto dalla stessa cantante affiancata da "Campa" ex-componente del duo americano The Cataracs. La canzone è cantata con uno stile denominato dalla critica "cantato-parlato"
La seconda traccia, Feel It, mescola ritmi elettronici e house con forti influenze di musica anni novanta. Fu scritta dalla stessa cantante mentre stava passando un brutto periodo tra la maternità e le incongruenze con la casa discografica.
Baby, We Go è la terza traccia, è un brano elettronico con forti influenze di musica teen-pop. Sul significato della canzone Dev ha dichiarato tramite Twitter: "È una canzone che parla di perdere la possibilità di stare con qualcuno che amiamo. Ma entrambi ci rendiamo conto che stiamo meglio insieme che separatamente".
La quarta traccia Kids è una canzone pop elettronica i cui suoni robotici sono un forte richiamo ai primi lavori del cantante. Con il pre-ordine dell'intero EP è stata resa disponibile la vendita immediata del singolo promozionale.
La quinta traccia Who Need A Heart è un'altra canzone teen-pop con influenze di musica dance.

## Successo Commerciale
L'EP ha debuttato alla posizione 16 degli album electro/dance più venduti negli Stati Uniti diventando inoltre l'EP più venduto su iTunes nella prima settimana di ottobre 2014.
In Giappone e Stati Uniti è possibile trovare una versione che raggruppa entrambe le due versioni degli EP chiamata Bittersweet July. In Giappone questa versione ha debuttato alla numero 74.

## Tracce
1. Honey Dip – 3:52 (Devin Tailes, David Singer-Vine)
2. Feel It – 4:02 (Devin Tailes)
3. Baby, We Go – 3:22 (Devin Tailes)
4. Kids – 2:58 (Devin Tailes)
5. Who Needs A Heart – 2:54 (Devin Tailes)

Durata totale: 17:08

## Bittersweet July, Pt. 2
La seconda parte di Bittersweet July, chiamata Bittersweet July Pt. II viene pubblicata a sorpresa il 15 dicembre. Con il pre-ordine dell'intero EP è stata resa disponibile la vendita immediato del singolo promozionale The Night Is Young.

Il disco è anticipato dal singolo Parade, il cui video è stato pubblicato il 24 marzo 2015.

## Composizione
Bittersweet July, Pt. 2 presenta aspetti complessivamente oscuri (nettamente in contrasto se lo paragoniamo con la prima parte). Il suono elettronico viene pesantemente caricato e presenta influenze di diversi generi musicali come hip hop e trap.

## Tracce
1. You Want Me – 2:48 (Devin Tailes)
2. Gimmie Some – 2:52 (Devin Tailes,)
3. Parade – 3:16 (Devin Tailes)
4. Celebrate The Weekend – 3:27 (Devin Tailes)
5. The Night Is Young – 4:04 (Devin Tailes)

Durata totale: 16:27

## Classifiche
| Classifica (2014)                              | Posizione |
| ---------------------------------------------- | --------- |
| Stati Uniti (Dance) (solo Bittersweet July I)  | 16        |
| Classifica (2015)                              | Posizione |
| Stati Uniti (Dance) (solo Bittersweet July II) | 19        |
| Giappone (Bittersweet July I e II)             | 74        |

## Pubblicazione
| Country  | Date               | Format                                       | Label             |
| -------- | ------------------ | -------------------------------------------- | ----------------- |
| Mondo    | September 23, 2014 | Download digitale (solo Bittersweet July I)  | Rica Lyfe Records |
| Mondo    | December 15, 2014  | Download digitale (solo Bittersweet July II) | Rica Lyfe Records |
| America  | February 3, 2015   | CD (Bittersweet July I & II)                 | Rica Lyfe Records |
| Giappone | February 25, 2015  | CD (Bittersweet July I & II)                 | Rica Lyfe Records |